# Boulder Pavement
Koordinaten: 77° 31′ S, 161° 45′ O
Das Boulder Pavement (von englisch boulder ‚Felsbrocken‘ und englisch pavement ‚Straßenpflaster‘) ist eine quadratische, 0,25 km² große und mit Felsbrocken übersäte Ebene im ostantarktischen Viktorialand. Im Wright Valley flankiert sie den Lauf des Onyx River, wo jener 1,5 km östlich des Vandasees sich in ein Delta aufspreitet.
Das US-amerikanische Advisory Committee on Antarctic Names nahm 2014 die deskriptive Benennung vor.